# Бладгаунд
Бладгаунд (Бладхаунд) — мисливський собака, зареєстрована Міжнародною кінологічною федерацією як бельгійська порода, проте сучасний бладхаунд з'явився завдяки мистецтву англійських кінологів.

## Історія
Це дуже стара порода. Її вже розводили стародавні греки. Звідти ці собаки попали до Риму і далі на захід. Можна передбачити, що існувало два види бладхаундів: чорний і білий.
У VIII ст. обидва потрапили під захист ченців Сан-Губерта (Святого Губерта), які зберігали їх чистокровність протягом декількох століть. В результаті розведення і схрещування з іншими породами виникла велика кількість порід гончих собак: англійських, французьких, швейцарських. Всі вони більшою чи меншою мірою відрізнялися «губертоїдними» ознаками, тобто надлишком шкіри й довгими висячими вухами.
На початку XVII ст. бладхаунд в Англії вже був схожий на сучасного, використовувався виключно для полювання, найчастіше на оленя, вовка, рись. Ці собаки були дуже повільні, але володіли гострим чуттям і великою наполегливістю в переслідуванні. До Америки бладхаунд попав відразу після її освоєння європейцями, де його використовували для розшуку рабів, які втікали з плантацій. Були випадки, коли бладхаунд переслідував їх понад 100 км.
Зараз бладхаунд широко поширений по всьому світу.

## Характеристики

### Зовнішній вигляд
Це важкий великий собака (висота в загривку у псів 63,5-68,5 см, вага до 50 кг, у сук — 58,5-63,5 см, вага 37 кг). Досить флегматична, добродушна, миролюбна і віддана тварина. Бладхаунд благородний і величний, з серйозним мудрим поглядом, але рухи його розмашисті й вільні.
Голова важка, довга, неширока, злегка звужується від скронь до довгої морди. Черепна частина опукла, із сильно розвиненим потиличним горбом. Відмітною ознакою голови бладхаунда є надлишок шкіри: шкіра спадає з голови глибокими складками, особливо на лобі й по сторонах морди. Губи довгі, відвислі, створюють глибокі звисаючі брилі, зливаються з вільними складками на шиї й переходять в підвіс. Вуха бладгаунда дуже довгі, довші, ніж морда, посаджені дуже низько і висять в легких складках. Шкіра на вухах дуже тонка, покрита короткою ніжною і шовковистою шерстю. Шия довга, м'язиста, дозволяє собаці легко тримати ніс по сліду.
Кінцівки прямі, костисті, м'язисті, в стійці широко розставлені. Хвіст (гін) довгий і товстий, такий, звужується до кінця, посаджений високо, знизу покритий дещо довгим остюком. Собака тримає його шаблеподібно, ледве вище за лінію спини.
Шерсть коротка, густа, жорстка; забарвлення однобарвне — червоно-коричневе або чепрачне (з темним чепраком на червоно-коричневому фоні), чепрак може бути й «борсучим». Допускаються дуже маленькі білі відмітини на грудях, кінчиках пальців і хвоста (довжина статевого члена = 10-15 см у самців).

### Характер
Бладгаунди гранично урівноважені собаки, вони практично ніколи не проявляють агресії. Вони дуже працелюбні, можуть годинами обнюхувати незнайому територію, з'ясовуючи, хто і коли тут бував. Вони вірні супутники й надійні друзі, проте, як охоронців їх практично не використовують, тому що вони дуже добродушні. Найкраще утримувати цих собак за містом, там де є велика ділянка, де пес міг би вільно пересуватися. Попри всю свою зовнішню м'якість, бладхаунди володіють упертою вдачею, тому їх дуже складно змусити що-небудь робити проти їхньої волі. Вихованню, так само як і дресируванню піддаються, але з великими труднощами (можуть взяти слід і слідувати за ним 160 км).

### Використання
Володіючи незвичайно гострим чуттям, бладгаунд дуже наполегливий в пошуку, але він не вбиває загнаного звіра. У нього дуже потужний звучний голос, але пошук повільний, тому часто на слід, узятий бладгаундом, накидають зграю швидших гончаків. Проте деякі мисливці в США (Нова Англія) успішно використовують цього гончака при полюванні на лисиць. Лисиця не дуже боїться свого повільного переслідувача, не тікає від нього далеко, і її буває легко добути. Сучасний бладгаунд використовується для розшуку поранених звірів. Прекрасне чуття цього гончака дозволило розширити сферу його використання: цих собак застосовують в поліції для розшуку злочинців, багато собак рятували дітей, що загубилися, з їх допомогою розшукують овець, що заблукали. Доброта і миролюбність цього собаки дозволяють використовувати її у всіх перерахованих випадках, оскільки вона нікого сама не чіпає.
Бладгаундів тепер частіше використовують як домашніх улюбленців і оригінальних виставкових собак.